# 鴻星海鮮酒家
鴻星海鮮酒家是香港的飲食集團，集團於香港、中國大陸、日本開設分店，由何永年、周權忠創立。現由鄧成波家族管理。

## 名菜
- 點心（卡通）
- 黑和牛
- 吉品鮑魚
- 奶黃流沙包
- 黃油蟹

## 旗下食肆
- 星薈（九龍尖沙咀天文臺道8號21樓）[1]
- Dining Club（開設越南、韓國料理、日本菜、潮州菜、京菜、上海菜等食店）
- 大都烤鴨

## 已結業食肆
- 鴻星海鮮酒家（石頭魚專門店）
  - 旺角店[2]
  - 灣仔店
  - 太古坊店
  - 尖沙咀格蘭店
  - 荔枝角店[3]
  - 九龍灣店
  - 觀塘店[4]
  - 荃灣店[5]
  - 元朗店
- 八重櫻鍋屋（日式火鍋專門店）
- 京都抹茶屋（抹茶概念店）
- 嚼江南（蘇杭上海菜館）
- 碌冧法式越南料理（大頭蝦專門店）
- 潮州棧
- 燒肉牛藏（和牛專門店）[6]
- 金饍（韓國料理）[7]
- 一起金饍（韓國料理）[8]
- 錦丼（鮪魚專門店）[9]
- Easy 123廚藝工作室[10]
- 大都淮揚[11]
- 炉端金（日本菜爐端燒）[12]

## 相關新聞
- 大都烤鴨EMPIRE CITY ROASTED DUCK王牌京菜 （页面存档备份，存于）
- Sun世代：為食嬌娃搞大飲食王國 （页面存档备份，存于）